# Erebia rhodocleia
Erebia rhodocleia är en fjärilsart som beskrevs av Hans Fruhstorfer 1920. Erebia rhodocleia ingår i släktet Erebia och familjen praktfjärilar. Inga underarter finns listade i Catalogue of Life.